# Мовне відчуження
Мовне відчуження — це нездатність виразити враження за допомогою мови або відчуття, що у мові недостатньо засобів для вираження того, що трапилось з мовцем. Цей термін можна використовувати для опису того, як мова обмежує опис досвіду, емоцій та почуттів. Мовне відчуження доволі поширене явище, проте його розглядають не часто.

## Вплив
Вважається, що мовне відчуження обмежує здатність людини виражати абстрактні поняття та почуття. Мей Гамдан стверджує, що «використання слів для опису абстрактної істини прирівнюється до використання двовимірного середовища для характеристики тривимірного об'єкта». Мовне відчуження може спричинити екзистенціалістський ефект відчуження від повсякдення та від будь-якого зв'язку зі світом, у якому мова або мови використовуються для осмислення реальності. Філософ Керолін Калбертсон стверджує, що це відчуження не суперечить тому, що Моріс Бланшо розуміє під «вимогою писати», а радше поглиблює «нашу потребу в емпатичному розумінні інших людей».
Мовне відчуження було описано відносно колоніалізму, як частини процесу, у якому мова колонізатора нав'язується колонізованому народові з метою його відчуження від власної культури та підкорення на його власній землі. Нгуґі ва Тхіонг'о описує мову як «носія пам'яті, без якого ми не можемо встановити стосунки ні з природою, ні один з одним. Без мови ми навіть не можемо створити зв'язок між власним тілом та розумом». Тіонг'о пояснює, що колоніальні держави спрямовували всі сили на знищення мови колонії, адже вона є «основою всіх економічних, політичних, культурних, психологічних аспектів цієї спільноти», а також виконує роль пам'яті суспільства.
Після відчуження колонізовані спільноти можуть розвинути почуття власної ідентичності у світі колонізатора, «якщо вони спочатку приймуть національну літературу та мову своїх завойовників». Перуанський письменник Хосе Марія Аргедас, який володіє двома мовами: іспанською та кечуа, зазначив, що « освіта національною мовою також передбачала нав'язування низки інших вірувань, переконань, способу життя, оскільки іспанська мова залишалася чужою для корінного учня». Аргедас пояснює, що корінне населення в цьому процесі часто інтерналізує власну неповноцінність, щоб виражати свої міркування та почуття за допомогою мови, оскільки їхня корінна мова та культура принижені та знецінені в суспільстві колонізаторів.
Стосовно англійської мови, молодих людей вважають «рушійною силою мовних змін». Проте було визначено їх негативний вплив на людей похилого віку, які відчувають посилене мовне відчуження, «навіть якщо вони звертаються до таких установ: університетів, видавництв, газет, мовників, які послуговуються стандартній англійській мові».

## Рішення
Сьюзан Петріллі та Аугусто Понціо описують, що «проблему мовного відчуження неможливо адекватно вирішити шляхом засудження відхилень від парадигм, які були попередньо встановлені або запропоновані в межах тієї чи іншої мови, що розглядається як самодостатня система; або просто шляхом побудови власної моделі того, якою має бути мова». У цьому випадку мова розглядається відносно самої себе (проблема синтаксису). Петріллі та Понціо пропонують розуміння мови відносно самого її існування через поєднання лінгвістичного з нелінгвістичним.
Оскільки кожне слово має певні закріплені значення, пов'язані з їх використанням, деякі вчені пропонують використання символів для усунення навантаженості мови, а також використання мови тіла в поєднанні з мовою.